# Haïti op de Olympische Zomerspelen 1900
Twee schermers met de Haïtiaanse nationaliteit namen deel aan de Olympische Zomerspelen 1900 in Parijs. Pas in 1924 stuurde Haïti een team naar de Olympische Spelen.

## Deelnemers en resultaten

### Schermen
| Olympiër         | Discipline         | Resultaat  | Prestatie |
| ---------------- | ------------------ | ---------- | --------- |
| André Corvington | floret (m)         | 1ste ronde |           |
| Léon Thiércelin  | degen masters (m)  | 1ste ronde |           |
| Léon Thiércelin  | floret masters (m) | 1ste ronde |           |

Argentinië · Australië · België · Bohemen · Brits-Indië · Canada · Cuba · Denemarken · Duitsland · Frankrijk · Griekenland · Groot-Brittannië · Haïti · Hongarije · Iran · Italië · Luxemburg · Mexico · Nederland · Noorwegen · Oostenrijk · Peru · Roemenië · Rusland · Spanje · Verenigde Staten · Zweden · Zwitserland · Gemengde teams